# Múscul cardíac
El múscul cardíac (també anomenat múscul del cor) és un dels tres tipus de teixit muscular dels vertebrats, els altres dos són el múscul esquelètic i el múscul llis. És un múscul estriat involuntari que constitueix el teixit principal de la paret del cor. El múscul cardíac (miocardi) forma una capa mitjana gruixuda entre la capa externa de la paret cardíaca (el pericardi) i la capa interna (l'endocardi), amb sang subministrada per la circulació coronària. Està compost per cèl·lules musculars cardíaques individuals unides entre si per discs intercalats i envoltades per fibres de col·lagen i altres substàncies que formen la matriu extracel·lular.
El múscul cardíac es contrau de manera similar al múscul esquelètic, encara que amb algunes diferències importants. L'estimulació elèctrica en forma de potencial d'acció cardíac desencadena l'alliberament de calci de la reserva interna de calci de la cèl·lula, el reticle sarcoplasmàtic. L'augment del calci fa que els miofilaments de la cèl·lula llisquin entre si en un procés anomenat acoblament excitació-contracció. Les malalties del múscul cardíac conegudes com a miocardiopaties són de gran importància. Aquests inclouen condicions isquèmiques causades per un subministrament de sang restringit al múscul com l'angina de pit i l'infart de miocardi.

## Estructura

### Macroanatomia

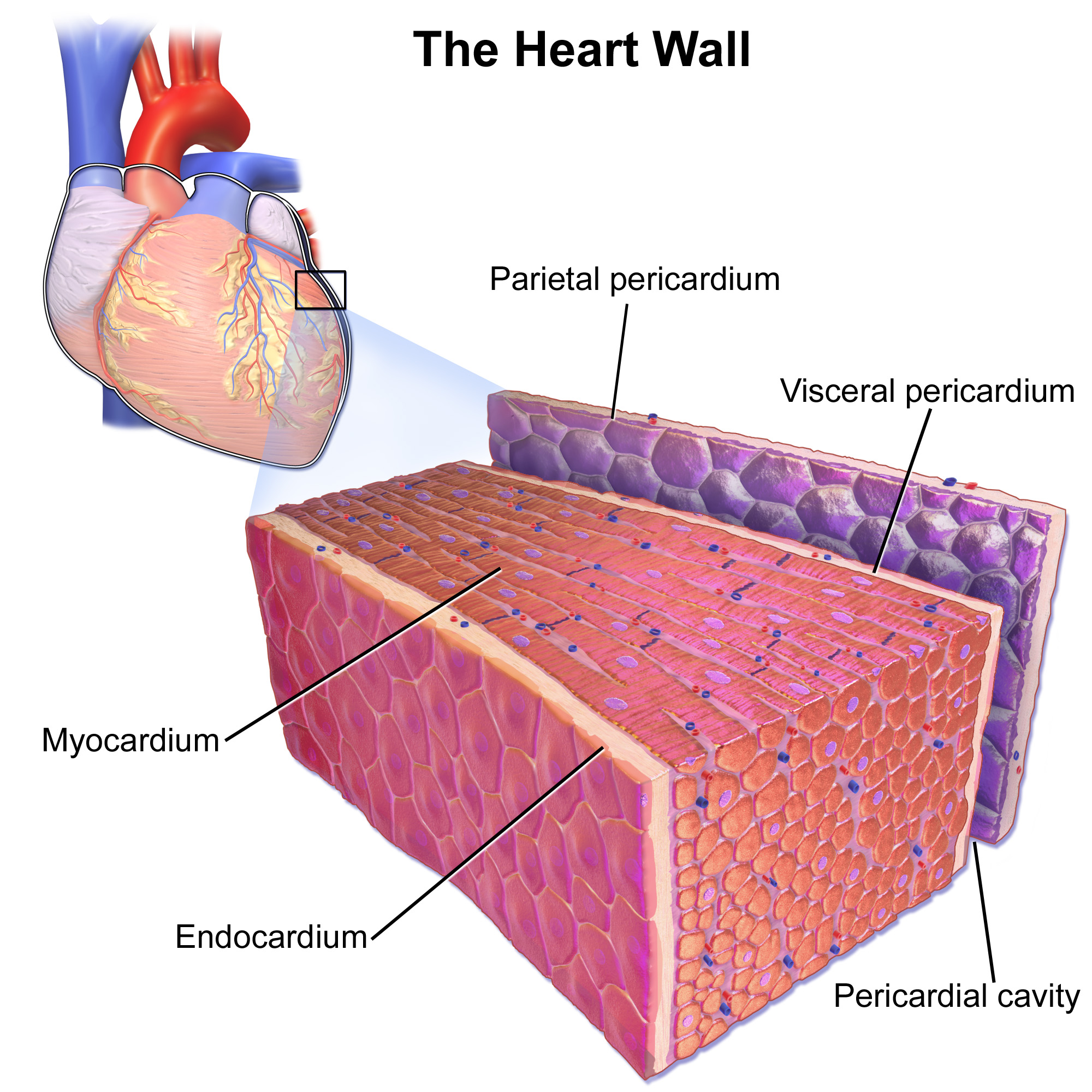
Representació 3D que mostra un miocardi gruixut dins de la paret del cor.

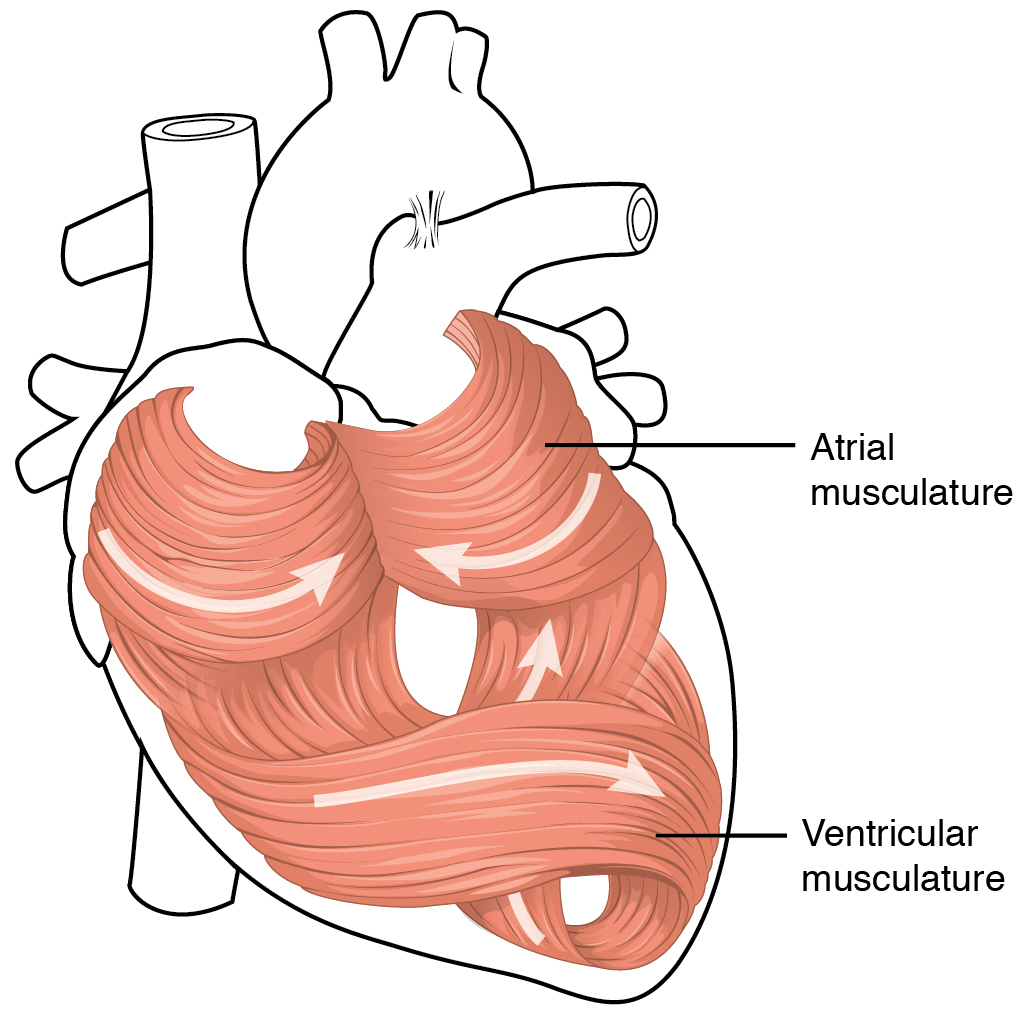
Fibres musculars cardíaques d'orientació diferent.

El teixit muscular cardíac o el miocardi forma la major part del cor. La paret del cor és una estructura de tres capes amb una gruixuda capa de miocardi intercalada entre l'endocardi intern i l'epicardi extern (també conegut com a pericardi visceral). L'endocardi interior recobreix les cambres cardíaques, cobreix les vàlvules cardíaques i s'uneix a l'endoteli que recobreix els vasos sanguinis que connecten amb el cor. A la cara externa del miocardi hi ha l'epicardi que forma part del sac pericàrdic que envolta, protegeix i lubrica el cor.
El teixit muscular cardíac o el miocardi forma la major part del cor. La paret del cor és una estructura de tres capes amb una gruixuda capa de miocardi intercalada entre l'endocardi intern i l'epicardi extern (també conegut com a pericardi visceral). L'endocardi interior recobreix les cambres cardíaques, cobreix les vàlvules cardíaques i s'uneix a l'endoteli que recobreix els vasos sanguinis que connecten amb el cor. A la cara externa del miocardi hi ha l'epicardi que forma part del sac pericàrdic que envolta, protegeix i lubrica el cor.
La contracció del múscul cardíac consumeix molta energia i, per tant, requereix un flux constant de sang per proporcionar oxigen i nutrients. La sang arriba al miocardi per les artèries coronàries. Aquests s'originen a l'arrel aòrtica i es troben a la superfície externa o epicàrdica del cor. Aleshores, la sang és drenada per les venes coronàries cap a l'aurícula dreta.

### Microanatomia

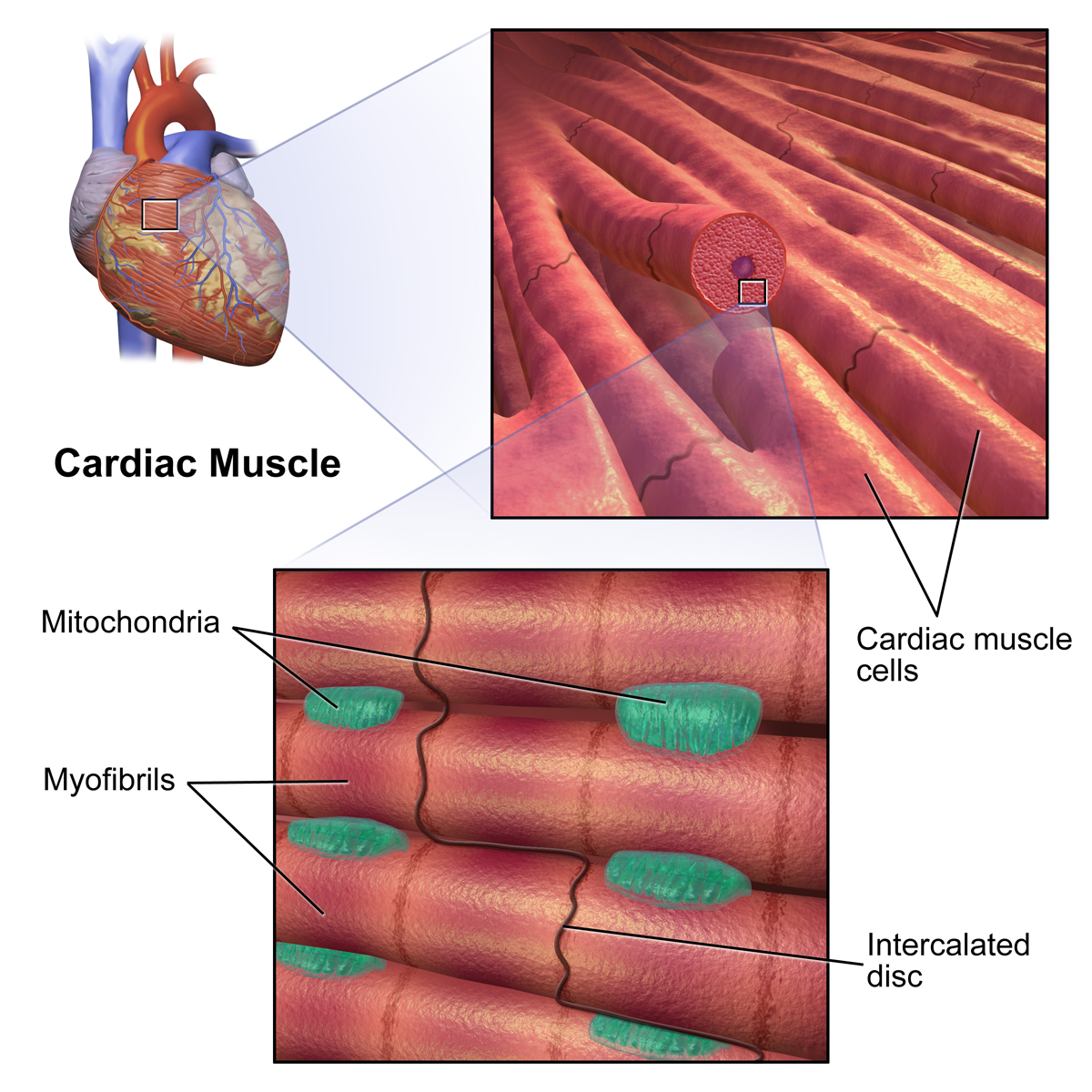
Múscul cardíac

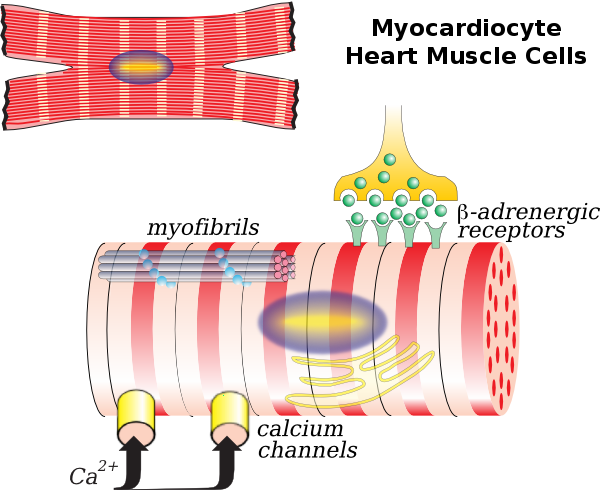
Il·lustració d'una cèl·lula muscular cardíaca.

Les cèl·lules del múscul cardíac també anomenades cardiomiòcits són les cèl·lules contràctils del múscul cardíac. Les cèl·lules estan envoltades per una matriu extracel·lular produïda pel suport de cèl·lules fibroblastes. Els cardiomiòcits modificats especialitzats coneguts com a cèl·lules marcapassos, marquen el ritme de les contraccions del cor. Les cèl·lules del marcapassos només són dèbilment contràctils sense sarcòmers i estan connectades a cèl·lules contràctils veïnes mitjançant unions gap. Es localitzen al node sinoauricular situat a la paret de l'aurícula dreta, prop de l'entrada de la vena cava superior.
Les cèl·lules marcapassos cardíacs porten els impulsos responsables dels batecs del cor. Es distribueixen per tot el cor i són responsables de diverses funcions. En primer lloc, són els responsables de poder generar i enviar impulsos elèctrics de manera espontània. També han de ser capaços de rebre i respondre als impulsos elèctrics del cervell. Finalment, han de ser capaços de transferir impulsos elèctrics de cèl·lula a cèl·lula.
El múscul cardíac també conté cèl·lules especialitzades conegudes com a fibres de Purkinje per a la conducció ràpida de senyals elèctrics; artèries coronàries per portar nutrients a les cèl·lules musculars, i venes i una xarxa capil·lar per treure els residus.
Les cèl·lules del múscul cardíac són les cèl·lules que es contrauen que permeten que el cor bombegi. Cada cardiomiòcit s'ha de contraure en coordinació amb les seves cèl·lules veïnes, conegudes com a sinciti funcional, que treballen per bombejar la sang de manera eficient del cor, i si aquesta coordinació es trenca aleshores, malgrat que les cèl·lules individuals es contrauen, és possible que el cor no bombegi gens, com ara pot ocórrer durant ritmes cardíacs anormals com la fibril·lació ventricular.
Observades a través d'un microscopi, les cèl·lules del múscul cardíac són aproximadament rectangulars i mesuren 100-150 μm per 30-40 μm. Les cèl·lules musculars cardíaques individuals s'uneixen als seus extrems mitjançant discs intercalats per formar fibres llargues. Cada cèl·lula conté miofibril·les, fibres contràctils proteiques especialitzades d'actina i miosina que llisquen entre si. Aquests s'organitzen en sarcòmers, les unitats contràctils fonamentals de les cèl·lules musculars. L'organització regular de les miofibril·les en sarcòmers dona a les cèl·lules del múscul cardíac un aspecte ratllat o estriat quan es miren a través d'un microscopi, similar al múscul esquelètic. Aquestes estries són causades per bandes I més clares compostes principalment d'actina, i bandes A més fosques compostes principalment per miosina.
Els cardiomiòcits contenen túbuls T, bosses de membrana cel·lular que van des de la superfície cel·lular fins a l'interior de la cèl·lula que ajuden a millorar l'eficiència de la contracció. La majoria d'aquestes cèl·lules contenen només un nucli (tot i que poden tenir fins a quatre), a diferència de les cèl·lules del múscul esquelètic que contenen molts nuclis. Les cèl·lules del múscul cardíac contenen molts mitocondris que proporcionen l'energia necessària per a la cèl·lula en forma d'adenosina trifosfat (ATP), cosa que les fa altament resistents a la fatiga.

#### T-túbuls
Els túbuls T són tubs microscòpics que van des de la superfície cel·lular fins a les profunditats de la cèl·lula. Són contínues amb la membrana cel·lular, estan compostes per la mateixa bicapa de fosfolípids i estan obertes a la superfície cel·lular al líquid extracel·lular que envolta la cèl·lula. Els túbuls T del múscul cardíac són més grans i amples que els del múscul esquelètic, però menys en nombre. Al centre de la cèl·lula s'uneixen, passant dins i al llarg de la cèl·lula com una xarxa axial transversal. Dins de la cèl·lula es troben a prop de la reserva interna de calci de la cèl·lula, el reticle sarcoplasmàtic. Aquí, un únic túbul s'aparella amb una part del reticle sarcoplasmàtic anomenada cisterna terminal en una combinació coneguda com a diada.
Les funcions dels túbuls T inclouen la transmissió ràpida d'impulsos elèctrics coneguts com a potencials d'acció des de la superfície cel·lular fins al nucli de la cèl·lula i ajudar a regular la concentració de calci dins de la cèl·lula en un procés conegut com a acoblament excitació-contracció.

#### Discs intercalats

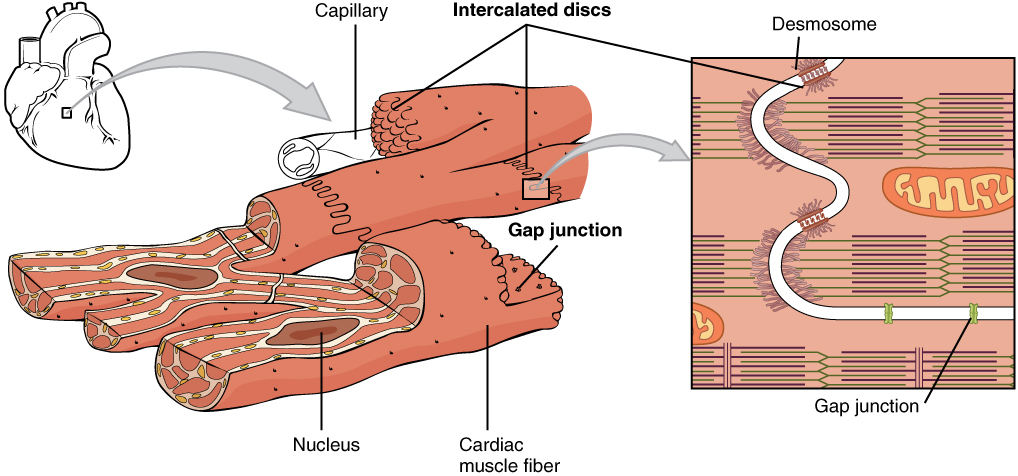
Els discos intercalats formen part del sarcolema de les cèl·lules musculars cardíaques i contenen unions gap i desmosomes.

El sinciti cardíac és una xarxa de cardiomiòcits connectats per discs intercalats que permeten la transmissió ràpida d'impulsos elèctrics a través de la xarxa, permetent que el sinciti actuï en una contracció coordinada del miocardi. Hi ha un sinciti auricular i un sinciti ventricular que estan connectats per fibres de connexió cardíaca. La resistència elèctrica a través de discos intercalats és molt baixa, permetent així la lliure difusió dels ions. La facilitat del moviment dels ions al llarg dels eixos de les fibres del múscul cardíac és tal que els potencials d'acció són capaços de viatjar d'una cèl·lula del múscul cardíac a la següent, enfrontant-se només a una lleugera resistència. Cada syncytium obeeix la llei del tot o cap.
Els discos intercalats són estructures adherides complexes que connecten els cardiomiòcits únics amb un sinciti electroquímic (en contrast amb el múscul esquelètic, que es converteix en un sinciti pluricel·lular durant el desenvolupament embrionari). Els discs són els responsables principalment de la transmissió de la força durant la contracció muscular. Els discos intercalats consisteixen en tres tipus diferents d'unions cèl·lula-cèl·lula: les unions adherents de la fàscia d' ancoratge del filament d'actina, els desmosomes d' ancoratge del filament intermedi i les unions gap. Permeten que els potencials d'acció s'estengui entre les cèl·lules cardíaques permetent el pas d'ions entre cèl·lules, produint la despolarització del múscul cardíac. Els tres tipus d'unió actuen conjuntament com una sola àrea composita.
Sota microscòpia de llum, els discos intercalats apareixen com a línies fines, normalment fosques, que divideixen les cèl·lules musculars cardíaques adjacents. Els discos intercalats corren perpendicularment a la direcció de les fibres musculars. Sota la microscòpia electrònica, el camí d'un disc intercalat sembla més complex. A baix augment, això pot aparèixer com una estructura densa d'electrons enrevessada sobre la ubicació de la línia Z enfosquida. A gran augment, el camí del disc intercalat sembla encara més enrevessat, amb àrees longitudinals i transversals que apareixen en secció longitudinal.

#### Fibroblasts
Els fibroblasts cardíacs són cèl·lules de suport vitals dins del múscul cardíac. No són capaços de proporcionar contraccions contundents com els cardiomiòcits, però en canvi són en gran part responsables de crear i mantenir la matriu extracel·lular que envolta els cardiomiòcits. Els fibroblasts tenen un paper crucial en la resposta a lesions, com ara un infart de miocardi. Després de la lesió, els fibroblasts es poden activar i convertir-se en miofibroblasts, cèl·lules que presenten un comportament entre un fibroblast (generant matriu extracel·lular) i una cèl·lula muscular llisa (capacitat de contraure's). En aquesta capacitat, els fibroblasts poden reparar una lesió creant col·lagen mentre es contrauen suaument per unir les vores de la zona lesionada.
Els fibroblasts són més petits però més nombrosos que els cardiomiòcits, i es poden unir diversos fibroblasts a un cardiomiòcit alhora. Quan s'uneixen a un cardiomiòcit, poden influir en els corrents elèctrics que passen a través de la membrana de la superfície de la cèl·lula muscular i, en el context, es diuen que estan acoblats elèctricament. Altres funcions potencials dels fibroblasts inclouen l'aïllament elèctric del sistema de conducció cardíaca i la capacitat de transformar-se en altres tipus de cèl·lules, com ara cardiomiòcits i adipòcits.

#### Matriu extracel·lular
La matriu extracel·lular (ECM) envolta el cardiomiòcit i els fibroblasts. L'ECM es compon de proteïnes que inclouen col·lagen i elastina juntament amb polisacàrids (cadenes de sucre) coneguts com a glicosaminoglicans. En conjunt, aquestes substàncies donen suport i força a les cèl·lules musculars, creen elasticitat en el múscul cardíac i mantenen les cèl·lules musculars hidratades unint les molècules d'aigua.
La matriu en contacte immediat amb les cèl·lules musculars s'anomena membrana basal, composta principalment per col·lagen tipus IV i laminina. Els cardiomiòcits estan units a la membrana basal mitjançant glicoproteïnes especialitzades anomenades integrines.

## Desenvolupament
Els humans neixen amb un nombre determinat de cèl·lules musculars del cor, o cardiomiòcits, que augmenten de mida a mesura que el cor es fa més gran durant el desenvolupament infantil. L'evidència suggereix que els cardiomiòcits es tornen lentament durant l'envelliment, però menys del 50% dels cardiomiòcits presents en néixer es substitueixen durant una vida normal. El creixement dels cardiomiòcits individuals no només es produeix durant el desenvolupament normal del cor, sinó que també es produeix en resposta a un exercici extens (síndrome del cor atlètic), malalties cardíaques o lesions del múscul cardíac, com ara després d'un infart de miocardi. Un cardiomiòcit adult sa té una forma cilíndrica d'aproximadament 100 μm de llarg i 10-25 μm de diàmetre. La hipertròfia dels cardiomiòcits es produeix mitjançant la sarcomerogènesi, la creació de noves unitats de sarcòmers a la cèl·lula. Durant la sobrecàrrega de volum cardíac, els cardiomiòcits creixen mitjançant una hipertròfia excèntrica. Els cardiomiòcits s'estenen longitudinalment però tenen el mateix diàmetre, donant lloc a una dilatació ventricular. Durant la sobrecàrrega de pressió cardíaca, els cardiomiòcits creixen per hipertròfia concèntrica. Els cardiomiòcits creixen més grans de diàmetre però tenen la mateixa longitud, donant lloc a un engrossiment de la paret cardíaca.

## Fisiologia
La fisiologia del múscul cardíac comparteix moltes similituds amb la del múscul esquelètic. La funció principal d'ambdós tipus musculars és contraure's i, en ambdós casos, una contracció comença amb un flux característic d'ions a través de la membrana cel·lular conegut com a potencial d'acció. El potencial d'acció cardíac desencadena posteriorment la contracció muscular augmentant la concentració de calci dins del citosol.

### Cicle cardíac
El cicle cardíac és el rendiment del cor humà des del començament d'un batec fins al començament del següent. Consta de dos períodes: un durant el qual el múscul cardíac es relaxa i s'omple de sang, anomenat diàstole, després d'un període de contracció robusta i bombeig de sang, anomenat sístole. Després de buidar-se, el cor es relaxa immediatament i s'expandeix per rebre una altra entrada de sang que torna dels pulmons i altres sistemes del cos, abans de tornar a contraure's per bombejar sang als pulmons i aquests sistemes. Un cor amb un rendiment normal s'ha d'expandir completament abans que pugui tornar a bombar eficientment.
La fase de repòs es considera polaritzada. El potencial de repòs durant aquesta fase del batec separa els ions com el sodi, el potassi i el calci. Les cèl·lules del miocardi posseeixen la propietat d'automaticitat o despolarització espontània. Aquest és el resultat directe d'una membrana que permet que els ions de sodi entrin lentament a la cèl·lula fins que s'arriba al llindar de despolarització. Els ions de calci segueixen i estenen encara més la despolarització. Una vegada que el calci deixa de moure's cap a dins, els ions de potassi es desplacen lentament per produir repolarització. La repolarització molt lenta de la membrana CMC és responsable del llarg període refractari.
Tanmateix, el mecanisme pel qual augmenten les concentracions de calci dins del citosol difereix entre el múscul esquelètic i el cardíac. En el múscul cardíac, el potencial d'acció comprèn un flux cap a l'interior tant d'ions de sodi com de calci. El flux d'ions de sodi és ràpid però de vida molt curta, mentre que el flux de calci es manté i dona la fase d'altiplà característica dels potencials d'acció del múscul cardíac. El flux relativament petit de calci a través dels canals de calci de tipus L provoca un alliberament molt més gran de calci del reticle sarcoplasmàtic en un fenomen conegut com alliberament de calci induït pel calci. En canvi, al múscul esquelètic, el calci flueix a la cèl·lula durant el potencial d'acció i, en canvi, el reticle sarcoplasmàtic d'aquestes cèl·lules s'acobla directament a la membrana superficial. Aquesta diferència es pot il·lustrar amb l'observació que les fibres del múscul cardíac requereixen que el calci estigui present a la solució que envolta la cèl·lula per contraure's, mentre que les fibres del múscul esquelètic es contrauran sense calci extracel·lular.
Durant la contracció d'una cèl·lula muscular cardíaca, els llargs miofilaments proteics orientats al llarg de la cèl·lula llisquen uns sobre els altres en el que es coneix com a teoria del filament lliscant . Hi ha dos tipus de miofilaments, els filaments gruixuts composts per la proteïna miosina i els filaments prims compostos per les proteïnes actina, troponina i tropomiosina. A mesura que els filaments gruixuts i prims llisquen entre si, la cèl·lula es fa més curta i més grassa. En un mecanisme conegut com a cicle de pont creuat, els ions de calci s'uneixen a la proteïna troponina, que juntament amb la tropomiosina descobreixen llocs d'unió clau a l'actina. La miosina, al filament gruixut, es pot unir a l'actina, tirant els filaments gruixuts al llarg dels filaments prims. Quan la concentració de calci dins de la cèl·lula disminueix, la troponina i la tropomiosina tornen a cobrir els llocs d'unió a l'actina, fent que la cèl·lula es relaxi.

### Regeneració

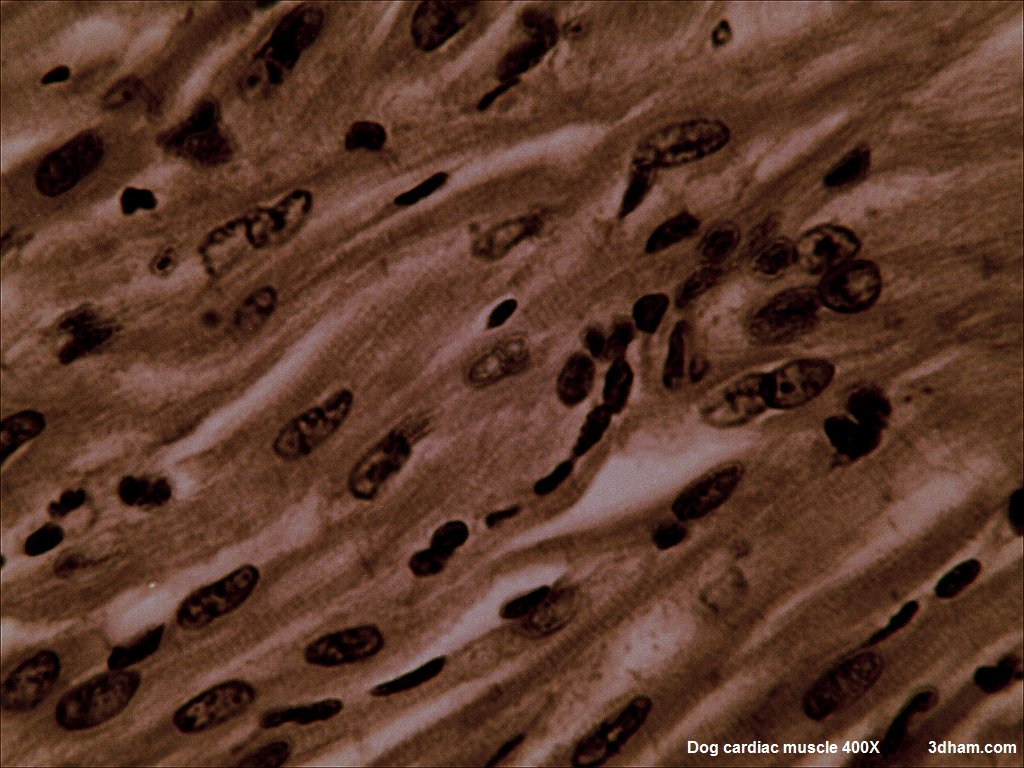
Múscul cardíac del gos (400X)

Es creia comunament que les cèl·lules del múscul cardíac no es podien regenerar. Tanmateix, això va ser contradit per un informe publicat el 2009. Olaf Bergmann i els seus col·legues de l'Institut Karolinska d'Estocolm van provar mostres de múscul cardíac de persones nascudes abans de 1955 que tenien molt poc múscul cardíac al voltant del cor, moltes de les quals presentaven discapacitats per aquesta anormalitat. Mitjançant l'ús de mostres d'ADN de molts cors, els investigadors van estimar que un nen de 4 anys renova al voltant del 20% de les cèl·lules musculars del cor a l'any i al voltant del 69% de les cèl·lules del múscul cardíac d'un home de 50 anys es van generar després que ell o Va néixer.
Una de les maneres en què es produeix la regeneració dels cardiomiòcits és mitjançant la divisió de cardiomiòcits preexistents durant el procés d'envelliment normal.
A la dècada del 2000, es va informar del descobriment de cèl·lules mare cardíaques endògenes adultes i es van publicar estudis que afirmaven que diversos llinatges de cèl·lules mare, incloses les cèl·lules mare de la medul·la òssia, eren capaços de diferenciar-se en cardiomiòcits i es podrien utilitzar per tractar la insuficiència cardíaca. Tanmateix, altres equips no van poder replicar aquestes troballes, i molts dels estudis originals es van retirar més tard per frau científic.

### Diferències entre aurícules i ventricles

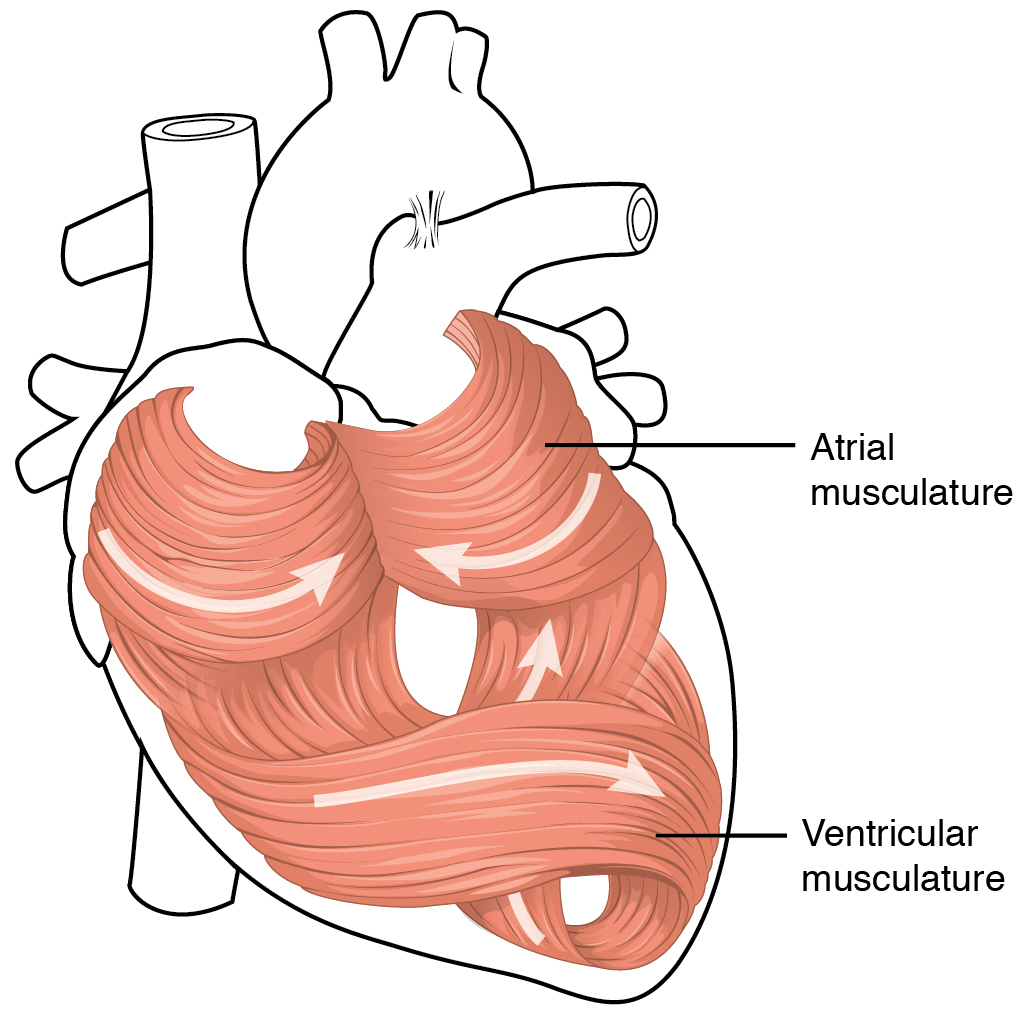
La musculatura remolinada del cor garanteix un bombeig efectiu de la sang.

El múscul cardíac forma tant les aurícules com els ventricles del cor. Tot i que aquest teixit muscular és molt similar entre les cambres cardíaques, existeixen algunes diferències. El miocardi que es troba als ventricles és gruixut per permetre contraccions contundents, mentre que el miocardi de les aurícules és molt més prim. Els miòcits individuals que formen el miocardi també difereixen entre les cambres cardíaques. Els cardiomiòcits ventriculars són més llargs i amples, amb una xarxa de túbuls T més densa. Tot i que els mecanismes fonamentals de manipulació del calci són similars entre els cardiomiòcits ventriculars i auriculars, el transitori de calci és més petit i decau més ràpidament en els miòcits auriculars, amb un augment corresponent de la capacitat d' amortiment del calci. El complement dels canals iònics difereix entre les cambres, donant lloc a durades de potencial d'acció més llargues i períodes refractaris efectius als ventricles. Alguns corrents iònics com I K(UR) són molt específics dels cardiomiòcits auriculars, cosa que els converteix en un objectiu potencial per als tractaments de la fibril·lació auricular.

## Importància clínica
Les malalties que afecten el múscul cardíac, conegudes com a miocardiopaties, són la principal causa de mort als països desenvolupats. La malaltia més freqüent és la malaltia de l'artèria coronària, en la qual es redueix el subministrament de sang al cor. Les artèries coronàries s'estrenyen per la formació de plaques ateroscleròtiques. Si aquests estrenyiments es tornen prou greus com per restringir parcialment el flux sanguini, es pot produir la síndrome d'angina de pit. Això normalment provoca dolor al pit durant l'esforç que s'alleuja amb el repòs. Si una artèria coronària de sobte s'estreny molt o es bloqueja completament, interrompent o reduint greument el flux sanguini pel vas, es produeix un infart de miocardi o un atac de cor. Si el bloqueig no s'alleuja ràpidament amb la medicació, la intervenció coronària percutània o la cirurgia, llavors una regió del múscul cardíac pot quedar-se permanentment marcada i danyada. Una miocardiopatia específica pot provocar que el múscul cardíac es torni anormalment gruixut (cardiopatia hipertròfica), anormalment gran (cardiopatia dilatada), o anormalment rígid (cardiopatia restrictiva). Algunes d'aquestes condicions són causades per mutacions genètiques i poden ser heretades.
El múscul cardíac també es pot danyar malgrat un subministrament normal de sang. El múscul cardíac pot inflamar-se en una afecció anomenada miocarditis causada més sovint per una infecció viral però de vegades causada pel mateix sistema immunitari del cos. El múscul cardíac també es pot danyar per drogues com l'alcohol, la pressió arterial alta o la hipertensió arterial de llarga durada, o la cursa cardíaca anormal persistent. Moltes d'aquestes condicions, si són prou greus, poden danyar tant el cor que la funció de bombament del cor es redueix. Si el cor ja no és capaç de bombar prou sang per satisfer les necessitats del cos, això es descriu com a insuficiència cardíaca.
El dany important a les cèl·lules del múscul cardíac es coneix com a miocitolisi, que es considera un tipus de necrosi cel·lular definida com a coagulativa o col·liquativa.